# ГЕС Йюльхама
ГЕС Йюльхама (фін. Jylhama) — гідроелектростанція у центральній частині Фінляндії, провінція Кайнуу. Становить верхній ступінь в каскаді на річці Оулуйокі (впадає у Ботнічну затоку), знаходячись вище за ГЕС Нуоюа.
Спорудження станції розпочалось у 1946-му та завершилося введенням трьох гідроагрегатів у 1950—1951 роках.
Річище річки неподалік від її початку (виходу з озера Оулуярві) перекрили греблею висотою 15 метрів, яка складається з двох водоскидних шлюзів та машинного залу. Останній обладнаний турбінами типу Каплан загальною потужністю 55 МВт, які при напорі від 11 до 14 метрів забезпечують виробництво 207 млн кВт·год на рік.